# Льюис, Аллен Монтгомери
Сэр Аллен Монтгомери Льюис (англ. Sir Allen Montgomery Lewis, 26 октября 1909, Кастри, колония Наветренные острова, Великобритания — 18 февраля 1993) — губернатор (1974—1979), генерал-губернатор Сент-Люсии (1979—1980) и (1982—1987).

## Биография
Окончил колледж Святой Марии. С 1926 г. работал помощником адвоката, с 1931 г. начал практику в качестве присяжного поверенного, адвоката и нотариуса. В 1940 г. получил степень бакалавра права Лондонского университета. В 1946 г. его адвокатский статус был признан в Англии, после чего он вернулся в Сент-Люсию и продолжал свою юридическую практику до 1959 г.
В 1955 г. он был назначен судьей в Верховном суде.
Был одним из основателей и первый лидер Лейбористской партии Сент-Люсии (с 1950 г.), был её первым президентом. В 1941—1956 гг. — член городского совета Кастри. Избирался членом законодательного совета (1943—1951) и сенатором Вест-Индийского парламента (1958—1959). Также являлся одним из основателей профсоюза трудящихся Сент-Люсии.
- 1962—1967 гг. — судья Апелляционного суда Ямайки,
- 1967—1972 гг. — председатель Верховного суда британской Вест-Индии,
- 1972—1974 гг. — президент Национальной корпорации развития Сент-Люсии, задачей которой было развитие национальной экономики,
- 1974—1979 гг. — губернатор,
- 1979—1980 и 1982—1987 гг. — генерал-губернатор Сент-Люсии.

В 1975 г. был избран канцлером Университета Вест-Индии.
Также вел большую общественную работу, прежде всего, в образовании. В течение многих лет являлся администратором англиканских школ, членом Консультативного комитета колледжа Святой Марии и членом Совета Сент-Люсии по образованию. В начале 1950-х гг. был членом Совета вновь созданного университета Вест-Индии.
Также являлся председателем Центрального совета Государственной библиотеки Сент-Люсии и директором отделения британского общества Красного Креста Сент-Люсии.
В 1968 г. королевой Елизаветой II был возведен в рыцарское достоинство.
Являлся отцом бывшего премьер-министра Сент-Люсии Вогэна Аллена Льюиса.

## Награды и звания
- орден Святого Иоанна Иерусалимского (1975),
- юбилейная медаль (1977),
- рыцарь Большого креста ордена Святого Михаила и Святого Георгия (1979),
- Большой крест Викторианского ордена (1985).

В 1974 г. Университет Вест-Индии присвоил ему почетную степень доктора права.